# Arlindo dos 8 Baixos
Arlindo Ramos Pereira (Sirinhaém, 16 de abril de 1942  - Recife, 23 de outubro de 2013) , conhecido pelo nome artístico Arlindo dos 8 Baixos, foi um músico instrumentista brasileiro.

## Biografia
Lavrador por profissão desde criança, teve, também, aos 10 anos, seu primeiro contato com uma sanfona de 8 baixos]] . Na adolescência trocou o arado por uma barbearia e foi morar com o tio em Ponte dos Carvalhos, distrito de Cabo de Santo Agostinho, na Região Metropolitana do Recife, mudando-se, depois, para outra barbearia, na Avenida Beberibe, no bairro de Água Fria, no Recife, onde conseguiu nova plateia.

## Atuação musical
Arlindo compôs o grupo Coruja e seus Tangarás
Acompanhou, depois, cantores, entre eles Waldick Soriano, Marinês, Luiz Gonzaga, Dominguinhos e Hermeto Pascoal.
Acompanhou Luiz Gonzaga por 22 anos. Tocando acordeon de 90 e 120 baixos, ouviu de Luiz Gonzaga o conselho para retornar aos oito baixos.
Nos anos '90, montou um forró no quintal de sua casa.

## Patologia
Diabético, teve complicações da doença, ficando cego e, depois, tendo que amputar as duas pernas . Também sofreu um acidente vascular cerebral, o que complicou sua atuação.
Perdeu a função renal e, por 5 anos submeteu-se a sessões de hemodiálise no IMIP, onde veio a falecer.
Seu corpo foi sepultado no Cemitério de Santo Amaro acompanhado por música executada por vários sanfoneiros amigos e colegas seus.

## Discografia
- Merengue dela
- O Mestre do Beberibe
- Forró para 500 anos
- O artesão do forró

## Homenagens
- Patrimônio vivo de Pernambuco - título que recebeu em 2012[6]
- Arlindo dos 8 Baixos: o mestre do Beberibe - documentário produzido por Anselmo Alves.